# Baba neagră
 (indiquez la date de pose grâce au paramètre date).
Baba neagră (traduit du roumain par « grand-mère noire ») est un dessert traditionnel de la cuisine moldave, très populaire dans les régions septentrionales de la  Moldavie. Ce plat se distingue par sa couleur sombre, sa texture poreuse et sa consistance moelleuse, rappelant un pudding caramélisé. La recette traditionnelle utilise des ingrédients simples : œufs, kéfir, sucre, farine et bicarbonate de soude.
Une caractéristique distinctive de ce dessert est son processus de cuisson prolongé, au cours duquel le bicarbonate de soude réagit avec les produits laitiers acides, donnant au plat sa couleur unique et sa saveur caractéristique.

## Histoire

### Origine du plat
Les racines historiques de baba neagră remontent aux traditions de la cuisine monastique. Les premières mentions de recettes similaires à baba neagră apparaissent dans le livre Carte de bucate boierești (« Le livre de cuisine noble »), publié à Iași en 1841 par Mihail Kogălniceanu et Costache Negruzzi. Cette œuvre décrit plusieurs variantes de plats appelés Babe fără lapte (« Babes sans lait ») et Babe opărite (« Babes échaudées ») .
Le plat était traditionnellement préparé dans les villages moldaves, généralement après la cuisson du pain dans des fours à bois. Baba neagră est devenue un symbole de la cuisine rurale, transmis de génération en génération.

### Évolution de la recette
Avec le temps, grâce au développement des technologies et à l'accessibilité de nouveaux ingrédients, la recette de baba neagră s'est diversifiée. Dans certaines régions, du miel, des noix ou de l'alcool étaient ajoutés pour améliorer la texture et le goût.
Des versions adaptées au carême ont également été développées, excluant les produits laitiers et les œufs, permettant au dessert d'être inclus dans les rituels religieux et observé pendant les périodes de jeûne strict ; les recettes varient selon les régions, ce qui confère au plat une universalité et une unicité.

## Signification culturelle et traditions

### Signification symbolique

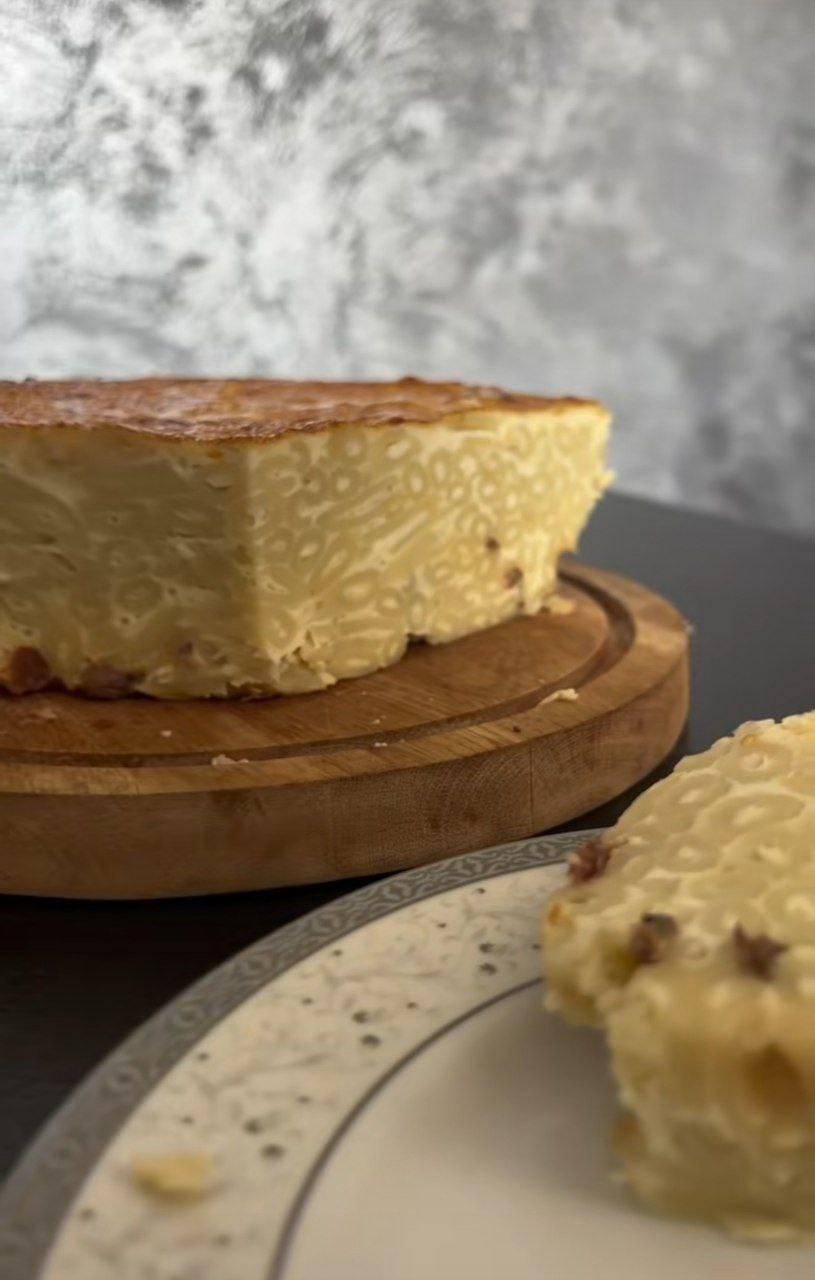
Baba albă.

Baba neagră symbolise l'hospitalité et la générosité du peuple moldave. Ce dessert occupe une place centrale sur les tables de fête lors d'événements importants tels que les mariages, les baptêmes, les funérailles et autres célébrations familiales.
Dans certaines régions, baba neagră est servie aux côtés de baba albă (« Grand-mère blanche »), un pudding sucré à base de pâtes. Cette combinaison représente l'harmonie et l'abondance.

### Traditions religieuses
Dans les rituels religieux, baba neagră est utilisée comme partie intégrante des repas festifs. Les versions adaptées au carême sont servies pendant les périodes strictes du calendrier ecclésiastique, telles que le Grand Carême.

## Répartition géographique
Baba neagră est  plus populaire dans les régions nordiques de la Moldavie : Drochia, Soroca, Șoldănești, Rîșcani, Dondușeni et Edineț. Le dessert se trouve également dans les cuisines roumaine, ukrainienne, grecque et polonaise, où les recettes ont été adaptées aux traditions culinaires locales.